# Sphaerobambos philippinensis
Sphaerobambos philippinensis är en gräsart som först beskrevs av James Sykes Gamble, och fick sitt nu gällande namn av Soejatmi Dransfield. Sphaerobambos philippinensis ingår i släktet Sphaerobambos och familjen gräs. Inga underarter finns listade i Catalogue of Life.